# Sakoura
Sakura o Sekure fue el sexto mansa del Imperio de Malí. Esclavo de nacimiento, Sakura fue liberado y llegó a ser general en el ejército de Sundiata Keita, legendario fundador del imperio. 
Después de la lucha debilitadora por la sucesión del trono entre los hijos adoptivos de Sundiata, Ouati y Khalifa, Sakura tomó el control él mismo en 1285 derrocando al entonces mansa, Abubakari I, tío de Sundiata y elegido por la Gbara. Su contemporáneo, el historiador Ibn Jaldun registró el mandato Sakura, y según sus crónicas el emperador hizo un gran número de nuevas conquistas (la más notable fue el Reino de Gao), y convirtió Malí en la fuerza política, económica, y militar dominante en el África occidental. 
Sakura, como se le llama en la crónicas árabe de Ibn Jaldún, es presentado como un rey bueno y devoto que le arrebató el gobierno a una dinastía decadente. Bajo está versión de los hechos, Sakura realizó el Hajj, pero fue asesinado en el año 1300 durante su regreso de Yibuti, cerca de Trípoli, por un ladrón. Su séquito llevó su cuerpo hasta Niani, la capital, donde recibió honores reales a pesar de su procedencia y de ser un usurpador. En contraste Sekure o Jon Sèkurè, como se le llama en la tradición oral mande, es descrito como un usurpador ilegítimo. De acuerdo a los griots, su muerte no fue a manos de un ladrón sino que fue muerto por su propio sucesor (llamado Kon Mamari, no está claro si es la misma persona que el Gao descrito por Jaldún). Kon Mamari se habría aliado con Sèkurè Nyuma, la hija del propio Sekure, para darle muerte; restaurando así a la dinastía Keita en el trono.
La Gbara nombró sucesor a un descendiente de la hermana de Sundiata.
| Predecesor: Abubakari I | Mansa de Malí 1285 – 1300 | Sucesor: Gao |